# Paissy Sergejevič Kaisarov
Paissy Sergejevič Kaisarov (rusko Паисий Сергеевич Кайсаров), ruski general, * 23. maj 1783, † 27. februar 1844.
Bil je eden izmed pomembnejših generalov, ki so se borili med Napoleonovo invazijo na Rusijo; posledično je bil njegov portret dodan v Vojaško galerijo Zimskega dvorca.

## Življenje
Njegovi predniki izhajajo iz Zlate horde, ki so se sredi 15. stoletja naselili v Moskvi. 
21. aprila 1791 je vstopil v Preobraženski polk in 22. januarja 1797 je bil povišan v zastavnika ter premeščen v Jaroslavlski pehotni polk. 
Leta 1805 je bil premeščen v ministrstvo v trgovino, a je bil kmalu vrnjen nazaj v vojaško službo in poslal adjutant generala Kutuzova. Nato je bil premeščen v Semjonovski polk, s katerim se je udeležil bitke narodov. Med vojsko s Turčijo (1811-12) je vodil Kutuzov štab in bil tajnik na mirovnem kongresu v Bukarešti. Oktobra 1811 je bil povišan v polkovnika in 26. avgusta 1812 v generalmajorja. Potem, ko je bil Kutuzov imenoval za vrhovnega poveljnika ruske vojske, je Kaisarov prevzel njegov položaj v Sankt Peterburgu. 
5. oktobra 1812 je postal poveljnik Sevastopolskega pehotnega polka. Leta 1813 je ustanovil leteče gverilske kozaške oddelke. Tudi naslednje leto se je odlikoval kot sposoben konjeniški poveljnik, tako da je bil leta 1814 imenovan za poveljnika 1. brigade 23. pehotne divizije. Nato je postal načelnik štaba 1. pehotnega korpusa in še pozneje poveljnik 14. pehotne divizije. 1. januarja 1826 je bil povišan v generalporočnika. 
6. decembra 1826 je postal senator in v letih 1829-31 je bil načelnik štaba 1. armade. Marca 1831 je postal poveljnik 3. pehotnega korpusa, s katerim je zatrl poljski upor v južnem delu Ljublinske province. Nato je postal poveljnik 5. in 4. pehotnega korpusa.
Leta 1842 se je upokojil.